# Casanova (aviació)
L'enginyer Ramon Casanova i Danés va presentar un pulsoreactor en 1917, que va denominar Motor de explosión para toda clase de vehículos.
És remarcable, també, la introducció de noves tècniques d'estampació de l'acer en 1916 a Ripoll, i la fabricació de l'acer inoxidable en 1916 - 1918.

## Història
Mentre dirigia La Farga Casanova, que en aquell temps ja treballava per la Hispano Suiza, i degut al seu enginy i ganes de progrés. En 1915 va escriure una conferència anomenada Presagis, on ja donava a entendre el que després va confirmar en un article del diari La Veu de Catalunya, aparegut el 20 de juny de 1919, en el que descrivia els principis tècnics del pulsoreactor, que després el 9 de juny de 1928, al diari La Publicitat, tornava a reprendre, alabant al mateix temps l'aviació com a vehicle de futur.

## Funcionament

Funcionament animat d'un pulsoreactor

Com que és un pulsoreactor, és un motor senzill, en què només hi ha una part mòbil, que correspon a les vàlvules d'entrada, i que el seu funcionament no és continu, d'aquí el seu nom.
Ramon Casanova va construir el seu motor, que va resultar molt similar a les tristament famoses V1 (Bombes volants, en alemany Vergeltungswaffe 1), encara que diferien d'aquest en el fet que també tenia vàlvules d'escapament i necessitava arrancar amb acetilè, per després passar a benzina. Encara que no va aconseguir mai la velocitat de funcionament idònia, el va patentar el 1917.

## Models existents
- Una maqueta d'aquest motor es troba al Museu de la Ciència i de la Tècnica de Catalunya.